# Purwosari (Belitang II)
Purwosari is een bestuurslaag in het regentschap Ogan Komering Ulu van de provincie Zuid-Sumatra, Indonesië. Purwosari telt 213 inwoners (volkstelling 2010).